# Овер Сен Жорж
Овер Сен Жорж (фр. Auvers-Saint-Georges) насеље је и општина у северном делу централне Француске у региону Париски регион, у департману Есон која припада префектури Етан.
По подацима из 2011. године у општини је живело 1237 становника, а густина насељености је износила 95,23 становника/km². Општина се простире на површини од 12,99 km². Налази се на средњој надморској висини од 95 метара (максималној 156 m, а минималној 63 m).

## Демографија
| 1962. | 1968. | 1975. | 1982. | 1990. | 1999. | 2011. |
| ----- | ----- | ----- | ----- | ----- | ----- | ----- |
| 536   | 574   | 639   | 842   | 992   | 1.059 | 1.237 |

График промене броја становника у току последњих година